# Неміркі
Неміркі (пол. Niemirki) — село в Польщі, у гміні Яблонна-Ляцька Соколовського повіту Мазовецького воєводства.
Населення — 193 особи (2011).
У 1975-1998 роках село належало до Седлецького воєводства.

## Демографія
Демографічна структура станом на 31 березня 2011 року:
|          | Загалом | Допрацездатний вік | Працездатний вік | Постпрацездатний вік |
| -------- | ------- | ------------------ | ---------------- | -------------------- |
| Чоловіки | 101     | 22                 | 67               | 12                   |
| Жінки    | 92      | 24                 | 45               | 23                   |
| Разом    | 193     | 46                 | 112              | 35                   |